# Machaerium froesii
Machaerium froesii är en ärtväxtart som beskrevs av Velva Elaine Rudd. Machaerium froesii ingår i släktet Machaerium och familjen ärtväxter. Inga underarter finns listade i Catalogue of Life.